# Louis-Xavier-René Grousset
Pour les articles homonymes, voir Grousset.
Louis-Xavier-René Grousset, également appelé René Grousset, né le 25 novembre 1860 à Paris et mort le 13 avril 1885, est un historien et poète français.

## Biographie
Ancien élève de l'École normale supérieure et membre de l'École française de Rome, il est le père de René Grousset.

## Œuvres
- Étude sur l'histoire des sarcophages chrétiens : catalogue des sarcophages chrétiens de Rome qui ne se trouvent point au Musée du Latran, 1885 (BNF 30546785, lire en ligne)